# Bufonidae
Los bufónidos (Bufonidae) son una familia de anfibios anuros con aproximadamente 80 géneros y 750 especies actuales; es la familia más numerosa de anfibios. Esta familia se caracterizan por tener la piel seca y correosa, las patas cortas y grandes protuberancias que cubren las glándulas parotoides.

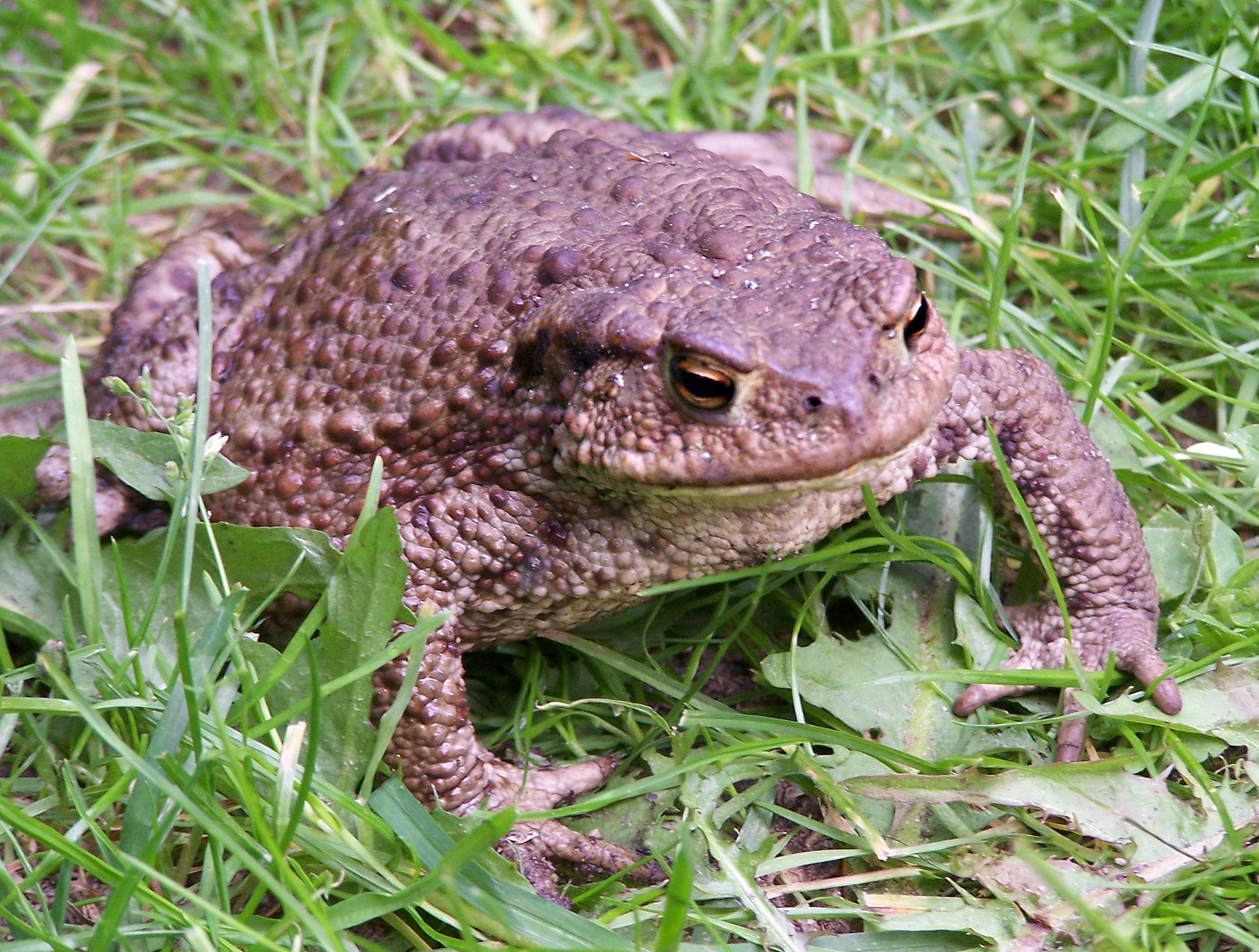
Bufo bufo

Muchas de sus especies se conocen con el nombre común de sapos; no obstante, numerosas especies pertenecientes a otras familias también son comúnmente denominados sapos. Esto es así porque las características que popularmente se utilizan para distinguir a las ranas de los sapos no son las mismas que se utilizan en la clasificación científica. Según la cultura popular, se diferencian en que las ranas tienen la piel lisa y húmeda, mientras que los sapos tienen la piel áspera y seca y son más caminadores que saltadores, de ahí que sus patas sean más cortas.

## Biología
Por lo general, las protuberancias más grandes de la piel de un sapo son las que cubren las glándulas parotoides. Estas protuberancias se denominan comúnmente verrugas, pero no están relacionadas con las verrugas patológicas, ya que son de tamaño fijo, están presentes en animales sanos y no están causadas por una infección. Es un mito que tocar sapos provoque verrugas.

Los sapos se desplazan de las zonas de no reproducción a las de reproducción de estanques y lagos. Bogert (1947) sugiere que la llamada de los sapos es la señal más importante para volver a los estanques. Los sapos, como muchos anfibios, muestran fidelidad al lugar de cría (filopatría). Los sapos americanos regresan a sus estanques natales para reproducirse, por lo que es probable que encuentren hermanos cuando busquen posibles parejas. Aunque es posible que existan ejemplares endogámicos dentro de una misma especie, los hermanos rara vez se aparean. Los sapos reconocen y evitan aparearse con parientes cercanos. Las vocalizaciones publicitarias de los machos parecen servir como señales para que las hembras reconozcan a sus parientes. El reconocimiento de los parientes permite evitar la endogamia y la consiguiente depresión endogámica.

El sapo es capaz de nadar.

Como todos los anuros, sufren una metamorfosis durante su desarrollo. Comienzan su vida como renacuajos con su cuerpo similar a un pez, sin patas y respirando a través de branquias. Durante su metamorfosis, aparecen las patas, desaparece la cola y la respiración pasa a ser pulmonar.

## Hábitat
En el Reino Unido, los sapos comunes suelen trepar a los árboles para esconderse en huecos o en cajas nido.

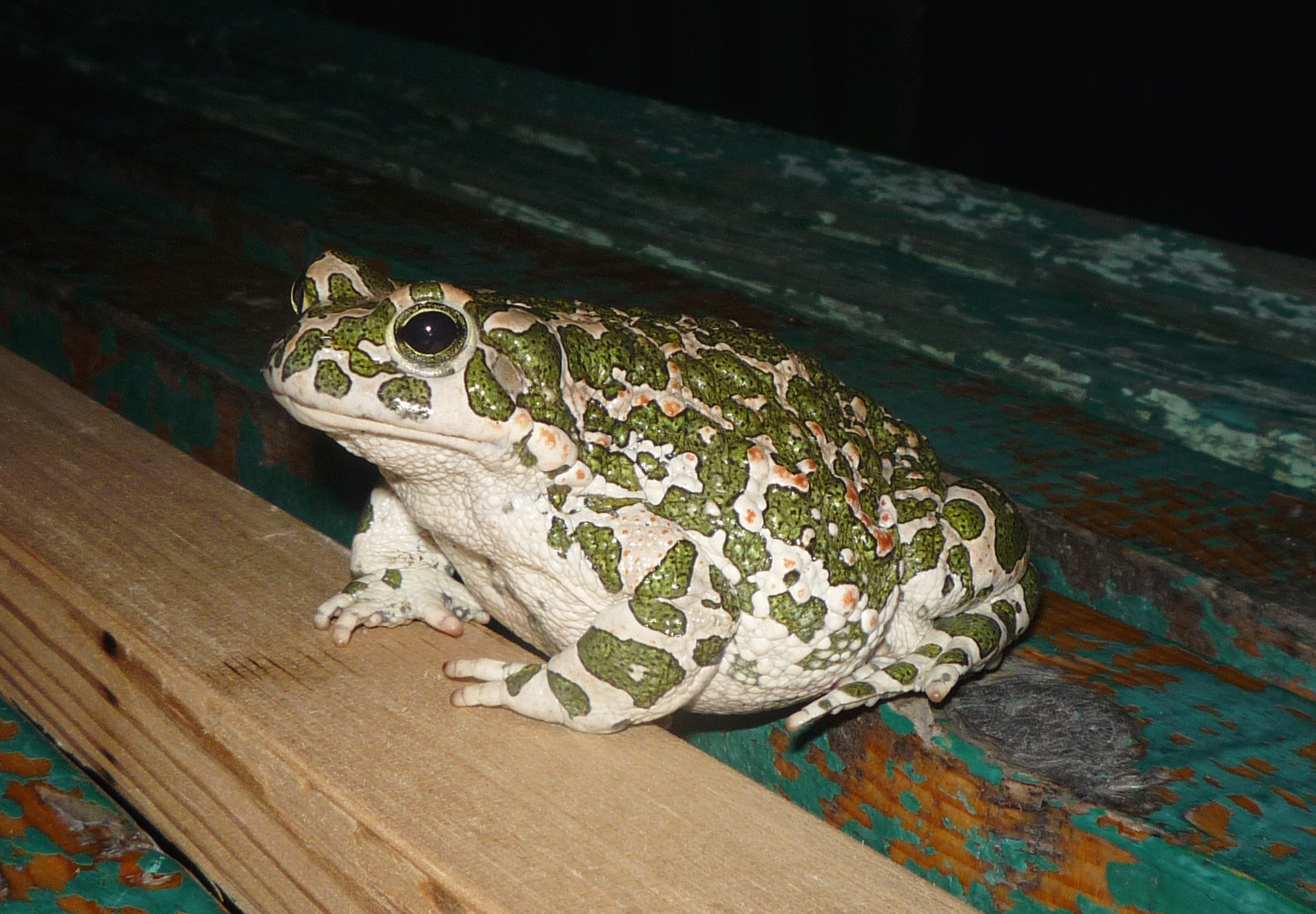
Bufotes viridis

## Distribución
Los bufónidos se encuentran en todos los continentes con excepción de Australia, donde han sido introducidos, y la Antártida. Se los encuentra en cualquier tipo de hábitat, excepto en las regiones polares, subpolares y en las zonas desérticas más áridas.

## Veneno
El veneno de una especie, Incilius alvarius, contiene tanto 5-MeO-DMT como bufotenina, mientras que muchos otros sólo contienen bufotenina.

## Taxonomía
Se reconocen 591 especies y 53 géneros según ASW: 
| Género y autor                                       | Nombre común                        | Especies |
| ---------------------------------------------------- | ----------------------------------- | -------- |
| Adenomus Cope, 1861                                  |                                     | 2        |
| Altiphrynoides Dubois, 1987                          | Sapos etiópicos                     | 2        |
| Amazophrynella Fouquet et al., 2012                  |                                     | 7        |
| Anaxyrus Tschudi, 1845                               |                                     | 22       |
| Ansonia Stoliczka, 1870                              | Sapos de corrientes                 | 29       |
| Atelopus Duméril & Bibron, 1841                      | Sapos stubfoot                      | 96       |
| Barbarophryne Beukema et al., 2013                   |                                     | 1        |
| Blythophryne Chandramouli et al., 2016               |                                     | 1        |
| Bufo Garsault, 1764                                  | Sapos                               | 17       |
| Bufoides Pillai & Yazdani, 1973                      | Sapos de Mawblang                   | 1        |
| Bufotes Rafinesque, 1815                             |                                     | 14       |
| Capensibufo Grandison, 1980                          | Sapos del Cabo                      | 2        |
| Churamiti Channing & Stanley, 2002                   |                                     | 1        |
| Dendrophryniscus Jiménez de la Espada, 1871          | Sapos arborícolas                   | 10       |
| Didynamipus Andersson, 1903                          | Sapos de cuatro dedos               | 1        |
| Duttaphrynus Frost et al., 2006                      |                                     | 27       |
| Epidalea Cope, 1864                                  | Sapo corredor                       | 1        |
| Frostius Cannatella, 1986                            | Sapos de Frost                      | 2        |
| Ghatophryne Biju et al., 2009                        |                                     | 2        |
| Incilius Cope, 1863                                  |                                     | 40       |
| Ingerophrynus Frost et al., 2006                     |                                     | 12       |
| Kenyaphrynoides Liedtke et al., 2023                 | Sapo volcánico del Monte Kenia      | 1        |
| Laurentophryne Tihen, 1960                           | Sapo arborícola de Parker           | 1        |
| Leptophryne Fitzinger, 1843                          | Sapos arborícolas indonesios        | 2        |
| Melanophryniscus Gallardo, 1961                      | Sapos suramericanos de vientre rojo | 29       |
| Mertensophryne Tihen, 1960                           | Ranas hocicudas                     | 14       |
| Metaphryniscus Señaris, Ayarzagüena & Gorzula, 1994  |                                     | 1        |
| Nannophryne Günther, 1870                            |                                     | 4        |
| Nectophryne Buchholz & Peters, 1875                  | Sapos arborícolas africanos         | 2        |
| Nectophrynoides Noble, 1926                          | Sapos de cojinete africanos         | 13       |
| Nimbaphrynoides Dubois, 1987                         | Sapos de Nimba                      | 1        |
| Oreophrynella Boulenger, 1895                        | Sapos de matorral                   | 9        |
| Osornophryne Ruiz-Carranza & Hernández-Camacho, 1976 | Sapos rechonchos                    | 11       |
| Parapelophryne Fei, Ye & Jiang, 2003                 |                                     | 1        |
| Pedostibes Günther, 1876                             | Sapos arborícolas asiáticos         | 2        |
| Pelophryne Barbour, 1938                             | Sapos de cabeza aplanada            | 11       |
| Peltophryne Fitzinger, 1843                          |                                     | 12       |
| Phrynoidis Fitzinger, 1843                           |                                     | 2        |
| Poyntonophrynus Frost et al., 2006                   |                                     | 10       |
| Pseudobufo Tschudi, 1838                             | Falso sapo                          | 1        |
| Rentapia Chan et al., 2016                           |                                     | 3        |
| Rhaebo Cope, 1862                                    |                                     | 13       |
| Rhinella Fitzinger, 1826                             | Sapos narigudos                     | 91       |
| Sabahphrynus Matsui, Yambun & Sudin, 2007            |                                     | 1        |
| Schismaderma Smith, 1849                             | Sapo rojo africano                  | 1        |
| Sclerophrys Tschudi, 1838                            |                                     | 45       |
| Strauchbufo Fei, Ye & Jiang, 2012                    |                                     | 1        |
| Truebella Graybeal & Cannatella, 1995                |                                     | 2        |
| Vandijkophrynus Frost et al., 2006                   |                                     | 5        |
| Werneria Poche, 1903                                 | Sapos de lengua corta               | 6        |
| Wolterstorffina Mertens, 1939                        | Sapos de Wolterstorff               | 3        |
| Xanthophryne Biju et al., 2009                       |                                     | 2        |

Además, se incluyen en la familia las siguientes especies incertae sedis:
- Bufo arboreus Schneider, 1799
- Bufo hadramautinus Cherchi, 1963
- Bufo panamensis Daudin in Sonnini de Manoncourt & Latreille, 1801
- Bufo siamensis Schneider, 1799
- Rana marginata Linnaeus, 1758
- Sclerophrys capensis Tschudi, 1838

- 91-92. ISBN 0-12-178560-2.

## Lista de familias de sapos no bufónidos
Se pueden encontrar «sapos» no bufónidos en las familias:
- Bombinatoridae (sapos de vientre de fuego y sapos selváticos)
- Calyptocephalellidae (sapos de agua con casco y falsos sapos)
- Discoglossidae (sapos parteros)
- Myobatrachidae (sapos australianos)
- Pelobatidae (sapo de espuelas europeo)
- Rhinophrynidae (sapos de madriguera)
- Scaphiopodidae (sapos pata de pala)
- Microhylidae (sapos de boca estrecha)

## Representaciones culturales

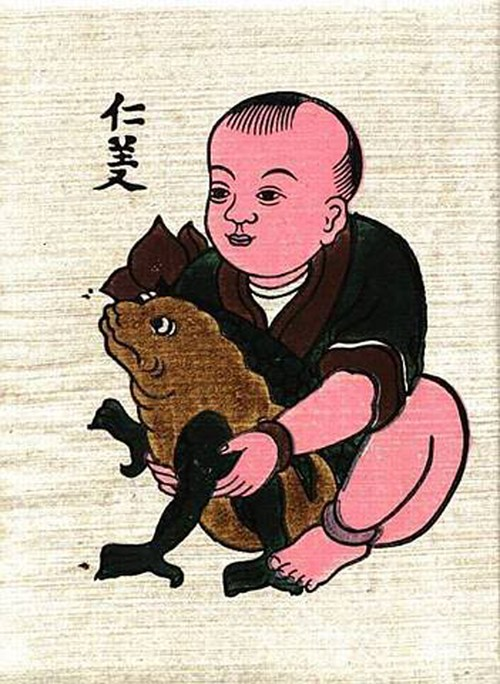
Pintura popular vietnamita «Nhân nghĩa».

En la novela de Kenneth Grahame El viento en los sauces (1908), el Sr. Sapo es un personaje cómico simpático y popular, aunque egoísta y narcisista. El Sr. Sapo reaparece como protagonista en la obra de teatro de A. A. Milne Toad of Toad Hall (1929), basada en dicho libro.
En la cultura china, el Sapo del Dinero (o Rana), Jin Chan, aparece como amuleto del feng shui para la prosperidad.

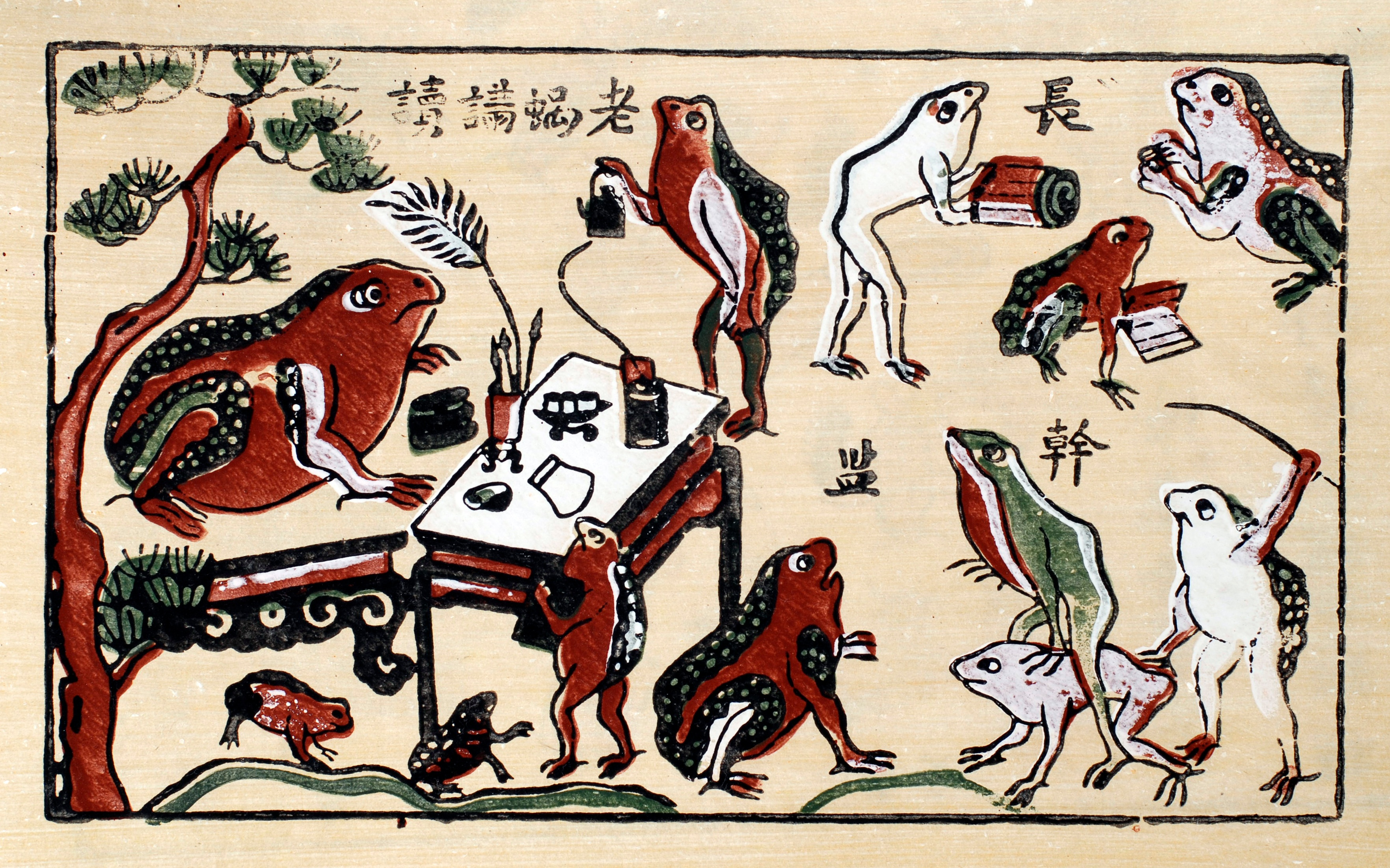
Pintura popular vietnamita «Lão oa giảng độc».

## Lecturas complementarias
- Fouquet, Antoine; Recoder, Renato; Teixeira, Mauro; Cassimiro, José; Amaro, Renata Cecília; Camacho, Agustín; Damasceno, Roberta; Carnaval, Ana Carolina et al. (1 de marzo de 2012). «Molecular phylogeny and morphometric analyses reveal deep divergence between Amazonia and Atlantic Forest species of Dendrophryniscus». Molecular Phylogenetics and Evolution 62 (3): 826-838. ISSN 1055-7903. doi:10.1016/j.ympev.2011.11.023.
- Frost, D.R. «Bufonidae ». Amphibian Species of the World: an Online Reference. Version 6.2. (en inglés). Nueva York, EEUU: Museo Americano de Historia Natural.
- Pramuk, Jennifer B.; Robertson, Tasia; Sites Jr, Jack W.; Noonan, Brice P. (2008). «Around the world in 10 million years: biogeography of the nearly cosmopolitan true toads (Anura: Bufonidae)». Global Ecology and Biogeography (en inglés) 17 (1): 72-83. ISSN 1466-8238. doi:10.1111/j.1466-8238.2007.00348.x.
- Stebbins, Robert (2003). Western Reptiles & Amphibians (3era edición). Houghton Mifflin Co.
- Van Bocxlaer, Ines; Biju, SD; Loader, Simon P.; Bossuyt, Franky (11 de junio de 2009). «Toad radiation reveals into-India dispersal as a source of endemism in the Western Ghats-Sri Lanka biodiversity hotspot». BMC Evolutionary Biology 9 (1): 131. ISSN 1471-2148. PMC 2706228. PMID 19519901. doi:10.1186/1471-2148-9-131.
- Cogger, Harold G.; Zweifel, Richard G.; Kirshner, David (1998). Encyclopedia of reptiles & amphibians. Natural world (2nd ed edición). Academic press. ISBN 978-0-12-178560-4. Consultado el 29 de noviembre de 2024.

- Datos: Q55372
- Multimedia: Bufonidae / Q55372
- Especies: Bufonidae